# Coelioxys alfkeni
Coelioxys alfkeni là một loài Hymenoptera trong họ Megachilidae. Loài này được Popov mô tả khoa học năm 1946.